# Ricky van Wolfswinkel
Ricky van Wolfswinkel (wym. [ˈrɪki vɑn ˈʋɔɫfsˌʋɪŋkəɫ]; ur. 27 stycznia 1989 roku) – piłkarz holenderski, grający na pozycji napastnika w klubie Twente.

## Kariera klubowa
Van Wolfswinkel zaczynał karierę w juniorskich drużynach SBV Vitesse i AGOVV Apeldoorn. Do pierwszej drużyny SBV Vitesse został włączony w 2006 roku po tym jak zdobył koronę króla strzelców juniorskim turnieju KNVB, którą wręczył mu Wesley Sneijder. Van Wolfswinkel zadebiutował dopiero 5 kwietnia 2008 roku w meczu ze Spartą Rotterdam, kiedy pojawił się na boisku w 85 minucie spotkania. Sezon 2008/09 van Wolfswinkel rozpoczął jako gracz podstawowej jedenastki w pojedynku z De Graafschap, a już w trzeciej kolejce spotkań przeciwko Sparcie Rotterdam zdobył swojego pierwszego gola w Eredivisie.
Jesienią Van Wolfswinkel strzelił bramki w meczach z Willem II Tilburg i ADO Den Haag, a dobre występy w lidze zaowocowały debiutem w zespole Jong Oranje. Z powodu słabych wyników "żółto-czarnych" zdymisjonowano trenera drużyny Hansa Westerhofa. W sezonie 2008/09 Ricky zdobył 8 goli i był najlepszym strzelcem drużyny.
Dobre występy nie umknęły uwadze działaczy mocniejszych klubów i Ricky 29 maja 2009 roku trafił do FC Utrecht. Suma transferu wyniosła ok. 3 miliony euro. Piłkarz dobrze wprowadził się do nowej drużyny i w rundzie jesiennej zdobył pięć goli (w tym między innymi 2 w meczu z FC Twente). Znakomitymi występami zwrócił na siebie uwagę Boltonu i Celticu Glasgow.
W 2011 roku van Wolfswinkel przeszedł do Sportingu CP. Dzięki dobrym występom w barwach portugalskiego klubu w marcu 2013 roku ogłoszono, że po zakończeniu sezonu 2012/2013, van Wolfswinkel przejdzie do Norwich City za 10 milionów euro. Na angielskich boiskach van Wolfswinkel nie był już tak skuteczny jak w Portugalii zdobywając zaledwie jedną bramkę (w debiutanckim meczu przeciwko Cardiff City), a jego nowy zespół po zakończeniu sezonu spadł do Championship. Przed rozpoczęciem sezonu 2014/2015 van Wolfswinkel został wypożyczony do AS Saint-Étienne. Po zakończeniu rocznego wypożyczenia powrócił do Anglii i zdobył nawet bramkę w meczu Pucharu Ligi Angielskiej, jednak 31 sierpnia 2015 roku został ponownie wypożyczony do końca sezonu do Realu Betis. W Hiszpanii znów nie wiodło mu się najlepiej i po zakończeniu sezonu wrócił do Anglii.
28 lipca 2016 roku został sprowadzony do drużyny w której stawiał pierwsze kroki piłkarskie - SBV Vitesse. Ricky miał za sobą bardzo udany sezon w którym przegrał walkę o koronę króla strzelców zaledwie o jedno trafienie z napastnikiem Feyenoordu - Nicolai Jørgensenem. Dobra postawa zaowocowała transferem do drużyny mistrza Szwajcarii - FC Basel.
| Sezon   | Klub             | Kraj       | Rozgrywki          | Mecze | Bramki | Puchary Krajowe         | Mecze | Bramki | Rozgrywki Europy   | Mecze | Bramki |
| ------- | ---------------- | ---------- | ------------------ | ----- | ------ | ----------------------- | ----- | ------ | ------------------ | ----- | ------ |
| 2007/08 | SBV Vitesse      | Holandia   | Eredivisie         | 1     | 0      | -                       | -     | -      | -                  | -     | -      |
| 2008/09 | SBV Vitesse      | Holandia   | Eredivisie         | 32    | 8      | -                       | -     | -      | -                  | -     | -      |
| 2009/10 | FC Utrecht       | Holandia   | Eredivisie         | 31    | 7      | Puchar Holandii         | 1     | 1      | -                  | -     | -      |
| 2010/11 | FC Utrecht       | Holandia   | Eredivisie         | 29    | 15     | Puchar Holandii         | 1     | 0      | Liga Europy UEFA   | 12    | 8      |
| 2011/12 | Sporting CP      | Portugalia | Liga Sagres        | 26    | 14     | -                       | -     | -      | Liga Europy UEFA   | 13    | 6      |
| 2012/13 | Sporting CP      | Portugalia | Liga Sagres        | 30    | 14     | -                       | -     | -      | Liga Europy UEFA   | 7     | 3      |
| 2013/14 | Norwich City     | Anglia     | Premier League     | 25    | 1      | Puchar Anglii           | 2     | 0      | -                  | -     | -      |
| 2014/15 | AS Saint-Étienne | Francja    | Ligue 1            | 28    | 5      | Puchar Ligi Francuskiej | 6     | 3      | Liga Europy UEFA   | 6     | 1      |
| 2015/16 | Norwich City     | Anglia     | Premier League     | 0     | 0      | Puchar Anglii           | 1     | 1      | -                  | -     | -      |
| 2015/16 | Real Betis       | Hiszpania  | Primera División   | 17    | 1      | Puchar Króla            | 3     | 2      | -                  | -     | -      |
| 2016/17 | SBV Vitesse      | Holandia   | Eredivisie         | 32    | 20     | Puchar Holandii         | 5     | 3      | -                  | -     | -      |
| 2017/18 | FC Basel         | Szwajcaria | Swiss Super League | 12    | 7      | Puchar Szwajcarii       | 1     | 0      | Liga Mistrzów UEFA | 2     | 1      |

Stan na: 10 lutego 2018 r.

## Kariera reprezentacyjna
Van Wolfswinkel reprezentował młodzieżowe reprezentacje we wszystkich kategoriach wiekowych, jednak bez większych sukcesów. W wygranym 4:0 meczu z młodzieżową reprezentacją Polski zdobył hat tricka. 11 sierpnia 2010 zadebiutował w dorosłej reprezentacji w zremisowanym 1:1 towarzyskim meczu z Ukrainą.